# 226 f.Kr.
| 226 f.Kr.          |
| ------------------ |
| Dødsfald - Fødsler |

## Begivenheder
- Et jordskælv ødelægger Kolossen på Rhodos.